# Хэнтэй (хребет)
Хэнтэ́й — горный хребет в Забайкальском крае России, в правобережье верхнего течения реки Ингода.
Хребет начинается на юге, в верховьях рек Большая Буреча и Ингода, далее его осевая линия проходит через гору Бырыктын-Янг (2244 м) и Улурийский Голец (2161 м) до истока реки Былыра, где он сочленяется с хребтом Становик. Своими южными и западными отрогами хребет соединяется с Онон-Бальджинским и Перевальным хребтами соответственно.
Протяжённость хребта составляет около 150 км. Максимальная ширина — до 55 км. Преобладающие высоты находятся на отметке в 2000—2200 м. Высшая точка — гора Голец Сохондо (2500 м). Хребет сложен породами преимущественно позднепалеозойского возраста. В рельефе преобладают высокогорья с сильной степенью горизонтального и вертикального расчленения, дополненные многочисленными разломами. Распространены курумы и скальные выступы. Местами сохранились следы плейстоценовых оледенений и фрагменты исходной поверхности выравнивания. Преобладающи типы ландшафта — горная тайга, предгольцовое редколесье и каменистые гольцы со стлаником.